# Stenopodainae
Sous-famille
Les Stenopodainae sont une sous-famille de punaises prédatrices de la famille des Reduviidae. De nombreuses espèces de cette sous-famille sont endémiques aux forêts tropicales humides, et certaines enduisent leurs pattes antérieures de résine collante d'origine végétale pour faciliter la capture des proies.

## Liste des genres
Selon BioLib (1er octobre 2023) :
- Achillas Torre-Bueno, 1914
- Adricomius Distant, 1903
- Afgoia Linnavuori, 1976
- Anacanthesancus Miller, 1955
- Anacanthiocnemis Reuter, 1882
- Antanambeus Villiers, 1948
- Apronius Stål, 1865
- Araphocoris Miller, 1954
- Arenaeocoris Blinn, 2012
- Aulacogenia Stål, 1870
- Baebius Stål, 1865
- Bardesanes Distant, 1909
- Beanana Villiers, 1960
- Belemnocoris Miller, 1952
- Bredo Schouteden, 1931
- Cachanocoris Villiers, 1959
- Campsocnemis Stål, 1870
- Canthesancus Amyot & Serville, 1843
- Catala Villiers, 1951
- Caunus Stål, 1865
- Centrogonus Bergroth, 1894
- Ceoncophalus Villiers, 1961
- Collartiella Schouteden, 1931
- Ctenotrachelus Stål, 1872
- Dactylopodocoris Miller, 1957
- Descarpentriesius Villiers, 1961
- Diaditus Stål, 1859
- Diokterocoris Miller, 1959
- Dithmarus Distant, 1904
- Dulitocoris Miller, 1940
- Duriocoris Miller, 1940
- Echinocoris Livingstone & Ravichandran, 1992
- Enoplocephala Miller, 1940
- Epiclopocoris Miller, 1952
- Fitana Villiers, 1948
- Gageus Villiers, 1961
- Gallienius Villiers, 1948
- Ghesquierea Schouteden, 1931
- Gnathobleda Stål, 1859
- Griveaudicoris Villiers, 1961
- Harpagochares Stål, 1859
- Helocephalocoris Miller, 1958
- Hemisastrapada Livingstone & Ravichandran, 1988
- Hendecacentrus Bergroth, 1919
- Hulstaertiella Schouteden, 1931
- Kekenboschia Villiers, 1968
- Kodormus Barber, 1930
- Kokodacoris Miller, 1958
- Kumaonocoris Miller, 1952
- Mametina Villiers, 1964
- Mekeocoris Miller, 1958
- Merifanocoris Miller, 1955
- Motucoris Miller, 1958
- Muizonia Villiers, 1954
- Narvesus Stål, 1859
- Neoklugia Distant, 1919
- Neosastrapada Miller, 1940
- Neostaccia Miller, 1940
- Neothodelmus Distant, 1919
- Nitornus Stål, 1859
- Nogullocoris Miller, 1958
- Noualhierella Villiers, 1951
- Ocrioessa Bergroth, 1918
- Oncocephalus Klug, 1830
- Otiodactylus Pinto, 1927
- Padasastra Villiers, 1948
- Paedocoris Miller, 1952
- Pakesia Miller, 1952
- Paracaunus Miller, 1956
- Paraduriocoris Miller, 1955
- Paraghesquierea Villiers, 1948
- Paragylloides Putshkov, 1985
- Parawatsa Villiers, 1961
- Parechinocoris Miller, 1949
- Parepiclopocoris Miller, 1958
- Pedionotocoris Miller, 1949
- Perinetocoris Villiers, 1961
- Phrynodermocoris Miller, 1952
- Planeocoris Chlond, 2010
- Pnirontis Stål, 1859
- Pnohirmus Stål, 1859
- Podormus Stål, 1859
- Polycentrocoris Miller, 1957
- Pratigi Gil-Santana & Oliveira, 2016
- Pseudobaebius Villiers, 1948
- Pseudobeanana Villiers, 1960
- Pseudomuizonius Villiers, 1961
- Pygolampis Germar, 1817
- Renaudicoris Villiers, 1961
- Rhamphophora Miller, 1958
- Rhyparoclopius Stål, 1868
- Rorocoris Miller, 1958
- Rutuba Torre-Bueno, 1914
- Sabronocoris Miller, 1958
- Sankurua Schouteden, 1951
- Sastrapada Amyot & Serville, 1843
- Scheitzia Schouteden, 1951
- Schmitziella Villiers, 1967
- Seridentus Osborn, 1904
- Sphalerocoroides Putshkov, 1985
- Staccia Stål, 1865
- Stachyotropha Stål, 1870
- Stenopoda Laporte, 1833
- Stenopodessa Barber, 1930
- Stenosastrapada Miller, 1940
- Stirogaster Jakovlev, 1874
- Streptophorocoris Miller, 1957
- Stuberiana Miller, 1958
- Thelocoris Mayr, 1866
- Thodelmus Stål, 1859
- Tsawa Villiers, 1966
- Usingerana Miller, 1949
- Utilitaria Distant, 1920
- Watsa Schouteden, 1931
- Xylinocoris Miller, 1957
- Zylobus Barber, 1930

## Systématique
Pour BioLib, le nom valide complet (avec auteur) de ce taxon est Stenopodainae Amyot & Serville, 1843.
Stenopodainae a pour synonymes :
- Dulitocorinae Miller, 1949
- Oncocephalinae Villiers, 1960
- Pygolampidinae Fieber, 1860
- Sastrapadinae Schouteden, 1931